# Hayato Ichihara
Pour les articles homonymes, voir Ichihara (homonymie).
Hayato Ichihara (市原 隼人) est un acteur japonais, né le 6 février 1987, à Kawasaki.

## Biographie
Hayato Ichihara commence sa carrière d'acteur en 1999 à l'âge de douze ans, il se fait connaître auprès du public en 2001 avec un rôle principal dans le film All About Lily Chou-Chou.

## Filmographie

### Cinéma
- 2000 : Ju-on 2 (呪怨2, Ju-on 2?) de Takashi Shimizu : Naoki
- 2001 : All About Lily Chou-Chou (リリイ・シュシュのすべて, Rirī Shushu no subete?) de Shunji Iwai : Yûichi Hasumi
- 2002 : Yomigaeri (黄泉がえり?) d'Akihiko Shiota : Katsunori Yamada
- 2003 : The Yin-Yang Master 2 (陰陽師II, Onmyōji II?) de Yōjirō Takita : Susa
- 2003 : Gūzen ni mo saiaku na shōnen (偶然にも最悪な少年?) de Su-yeon Gu : Hidenori Kaneshiro
- 2003 : T.R.Y. de Kazuki Ōmori
- 2006 : The Angel's Egg (天使の卵, Tenshi no tamago?) de Shin Togashi : Ayuta Ipponyari
- 2006 : Rainbow Song (虹の女神, Niji no megami?) de Naoto Kumazawa (ja) : Tomoya Kishida
- 2006 : Chekeraccho!! (チェケラッチョ!!?) de Rieko Miyamoto (ja) : Toru Isaka
- 2007 : Negative Happy Chain Saw Edge (ネガティブハッピー・チェーンソーエッヂ?) de Takuji Kitamura : Yosuke Yamamoto
- 2008 : Boku tachi to chūzai-san no 700 nichi sensō (ぼくたちと駐在さんの700日戦争?) de Renpei Tsukamoto (ja)
- 2008 : God's Puzzle (神様のパズル, Kamisama no pazuru?) de Takashi Miike : Kiichi Watanuki / Motokazu Watanuki
- 2009 : Rookies: Graduation (ROOKIES -卒業-, Rookies: Sotsugyō?) de Yūichirō Hirakawa (ja)
- 2010 : Box! (ボックス!, Bokkusu!?) de Toshio Lee (ja)
- 2010 : Saru Lock The Movie (猿ロック　ＴＨＥ　ＭＯＶＩＥ?) de Tetsu Maeda (ja)
- 2011 : Dog x Police: The K-9 Force (DOG×POLICE 純白の絆?)  de Gō Shichitaka (ja) : Yusaku Hayakawa
- 2015 : Yakuza Apocalypse (極道大戦争, Gokudō Daisensō?) de Takashi Miike : Akira Kageyama
- 2017 : Blade of the Immortal (無限の住人, Mugen no jūnin?) de Takashi Miike : Shira
- 2018 : Samurai sensei (サムライせんせい, Samurai sensei) de Watanabe Kazushi : Takechi Hanpeita
- 2020 : A Family (ヤクザと家族 The Family, Yakuza to kazoku: The Family?) de Michihito Fujii (ja) : Ryuta

### Télévision
- 2003 : Hitonatsu no papa e
- 2003 : Drop-out Teacher Returns to School (TBS)
- 2003 : The Way I Live (Fuji TV)
- 2004 : Water Boys 2 (Fuji TV)
- 2004 : Waltz of Her Heart (NTV)
- 2005 : Aikurushii
- 2008 : Rookies (TBS)
- 2009 : Saru Lock (NTV)
- 2011 : Runaways: For Your Love (TBS) : Ataru Katsuragi
- 2012 : Hidamari no ki (NHK)
- 2013 : Karamazov no kyōdai (Fuji TV) : Isao Kuraosawa

## Distinction
- 2004 : révélation de l'année pour Gūzen ni mo saiaku na shōnen aux Japan Academy Prize[1]